# Meteorium rigidum
Meteorium rigidum är en bladmossart som först beskrevs av C. Müller, och fick sitt nu gällande namn av Mitten 1869. Meteorium rigidum ingår i släktet Meteorium och familjen Meteoriaceae. Inga underarter finns listade i Catalogue of Life.